# Paa Sneen
"Paa Sneen" er et dansk digt af Emil Aarestrup udgivet i samlingen Digte i 1838. 
I digtet ser det mandlige subjekt en kvinde i det vinterlige landskab, og han drages mod hende, men kan tilsyneladende ikke tage kontakt til hende. I stedet skaber han en imaginær erotisk kontakt mellem personernes skygger.
Digtet består af ti strofer på hver fire linjer, hvis anden og fjerde linjer rimer.
"Paa Sneen" indgår i lyrikantologien af 12 digte i Kulturkanonen fra 2006.